# Speedway (Indiana)

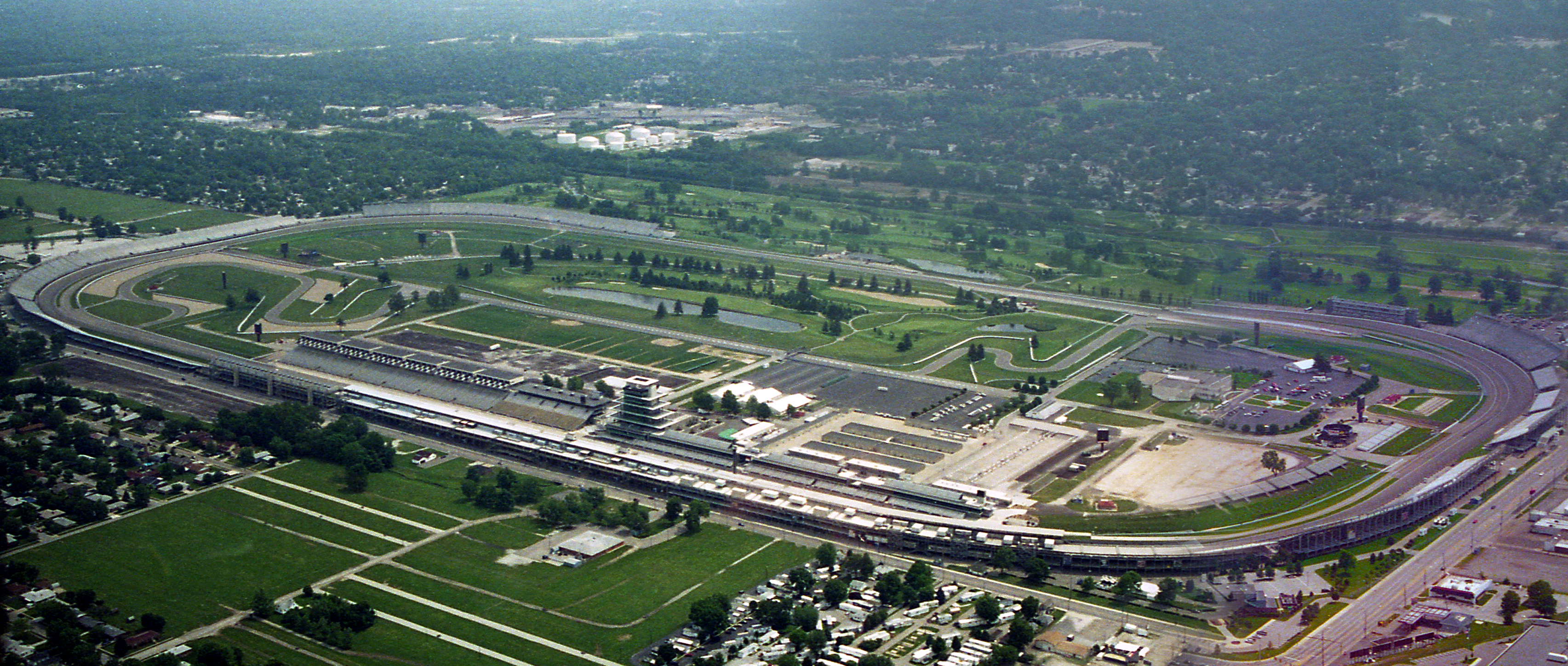
Indianapolis Motor Speedway

Speedway – miasto w Stanach Zjednoczonych, w stanie Indiana, w hrabstwie Marion, będące przedmieściem Indianapolis. Powierzchnia miasta wynosi 12,3 km², a liczba mieszkańców 12 881 (2000).
Jego nazwa podchodzi od znajdującego się na jego terenie Indianapolis Motor Speedway, na którym odbywają się wyścigi NASCAR, wyścigi na dystansie 500 mil (Indianapolis 500) oraz wyścigi motocyklowe MotoGP.
Miasto zostało zaprojektowane jako miasto przyszłości, przyjazne dla samochodów. W odróżnieniu od pobliskiego Indianapolis, którego uliczki są wąskie i kręte, ulice w Speedway są szerokie i betonowe.
W mieście dorastała amerykańska aktorka Joyce DeWitt.